# Зубайру ді Адама
Зубайру ді Адама (д/н — 25 лютого 1903) — 4-й ламідо (володар) Адамауа в 1890—1903 роках. Зазнав поразки у протистоянні з британцями та німцями, внаслідок чого державу розділили.

## Життєпис
Третій син ламідо Модібо Адами. 1890 року після смерті брата Умару Санди посів трон. Опинився в складній ситуації, оскільки в цей час Хаяту дан Саїд зібрав значні війська, отримавши підкріплення від Махдійської держави в Судані. З іншого боку британці все більше просувалися вздовж річки бенуе, створюючи небезпеку столиці Адамауа — Йоли.
Спочатку зміцнив свій авторитет серед намісників ламідатів (провінцій), завдяки чому зміг зібрати потужне військо. Втім 1893 року у битві біля Балди, столиці Хаяту, Зубайру зазнав тяжкої поразки внаслідок зради ламідо (намісника) Міндіфи. Останній перейшов на бік Хаяту. Ситуацію врятувало лише те, що Хаяту дан Саад вирішив захопити халіфат Сокото, боротьба за який тривала до 1898 року.
З 1891 року значну загрозу становили французькі війська, що просувалися до Борну. У 1892—1893 роках ламідо прийняв декілька французьких посланців, що пропонували визнати протекторат Франції. Проте Зубайру відкинув пропозицію.
1897 року британці створили Королівські Західно-Африканські Прикордонні Сили, які очолив Фредерік Лугард. 1898 році останні взяли під контроль значні області долини річки Бенуе. 1899 року німці почали розширення своєї колонії Камерун, до квітня захопити ламідат (провінцію) Тібаті та залежну державу Вуте. 1900 року почався новий наступ британців, що стали наближатися до столиці Адамауа — Йоли. 1901 року німецький загін під орудою Рудольфа Крамера фон Клаусбруха захопив ламідати Нгаундере та Гаруа. Спроба Зубайру повернути ці землі призвело до поразки у битві біля Маруа. Того ж року британські війська штурмом здобули Йолу.
У вересні Зубайру втік зі столиці, але продовжив боротьбу проти загарбників до самої смерті у 1903 році. В свою чергу британці посадили на трон Амадауа свого ставленика Бабу Ахмаду.